# Mariangela Melato
Mariangela Caterina Melato (Milano, 19 settembre 1941 – Roma, 11 gennaio 2013) è stata un'attrice italiana.
Incominciò a studiare recitazione sotto la guida di Esperia Sperani. Dopo anni di teatro in cui lavorò con Fantasio Piccoli, Dario Fo, Luchino Visconti e Luca Ronconi, esordì al cinema con un ruolo in Thomas e gli indemoniati, diretto da Pupi Avati.
Il successo arrivò negli anni settanta, per la partecipazione in film drammatici e commedie di successo, soprattutto per la collaborazione artistica con Lina Wertmüller e Giancarlo Giannini nelle commedie grottesche: Mimì metallurgico ferito nell'onore, Film d'amore e d'anarchia e Travolti da un insolito destino nell'azzurro mare d'agosto.
Fu in questo periodo che ricevette la maggior parte dei suoi premi cinematografici, fra cui quattro David di Donatello alla migliore attrice per La poliziotta (1974), Caro Michele (1976), Il gatto (1977) e Aiutami a sognare (1981) e altri quattro riconoscimenti speciali. Ha vinto inoltre cinque Nastri d'argento alla miglior attrice, due Globi d'oro, un Ciak d'oro. In ambito teatrale ha vinto due premi Ubu (2002 e 2011) e due premi Eleonora Duse (1987, 1999) come migliore attrice.
Alternò sempre il lavoro fra cinema e teatro: a quest'ultimo si dedicò maggiormente nella seconda parte della sua carriera, diradando le partecipazioni al cinema e lavorando saltuariamente per qualche fiction televisiva.

## Biografia

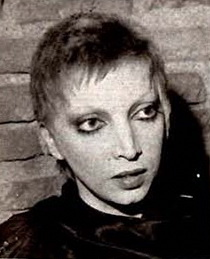
Mariangela Melato nel 1972

Nacque a Milano, nel quartiere San Marco, nel 1941, figlia di Adolfo Melato e di Lina Fabbrica. Il padre, triestino di origini austriache (si chiamava in origine Adolf Hönig), trasferitosi a Milano negli anni trenta, fu prima traduttore dal tedesco e poi vigile urbano. La madre, milanese, era un'abile sarta e gestiva in casa un piccolo laboratorio che dava lavoro a una decina di ragazze. Aveva un fratello e una sorella: Ermanno (nato nel 1939, fisarmonicista) e Anna (nata nel 1952, attrice e cantante).
Da bambina ebbe una fastidiosa e dolorosa malattia della pelle, una crosta lattea degenerata in dermatite seborroica e dermatite atopica. Non riuscendo a piegare bene una mano bendata, ebbe problemi scolastici e fu infine mandata alle scuole elementari private del Parco Trotter. Durante la seconda guerra mondiale il padre fu prigioniero al campo di concentramento di Buchenwald.
Da giovanissima studiò pittura all'Accademia di Brera, disegnando manifesti e lavorando come vetrinista alla Rinascente per pagarsi i corsi di recitazione di Esperia Sperani.
Nel 1960, non ancora ventenne, entrò da trovarobe e suggeritrice nella compagnia di Fantasio Piccoli, esordendo come attrice in Binario cieco di Carlo Terron, rappresentato al Teatro Stabile di Bolzano.
Dal 1963 al 1965 lavorò con Dario Fo in Settimo: ruba un po' meno e La colpa è sempre del diavolo. Nel 1966 fu ingaggiata dal Politeama Rossetti di Trieste e nel 1967 lavorò con Luchino Visconti ne La monaca di Monza. Nel 1968 la sua affermazione definitiva nella propria attività teatrale ne l'Orlando furioso di Luca Ronconi, ma ebbe successo anche nella commedia musicale di Garinei e Giovannini Alleluia brava gente (1971). Recita nell'originale televisivo per il primo canale Rai, Lotta ai rumori della serie Vivere insieme condotta da Ugo Sciascia.

### Gli anni settanta e il successo internazionale

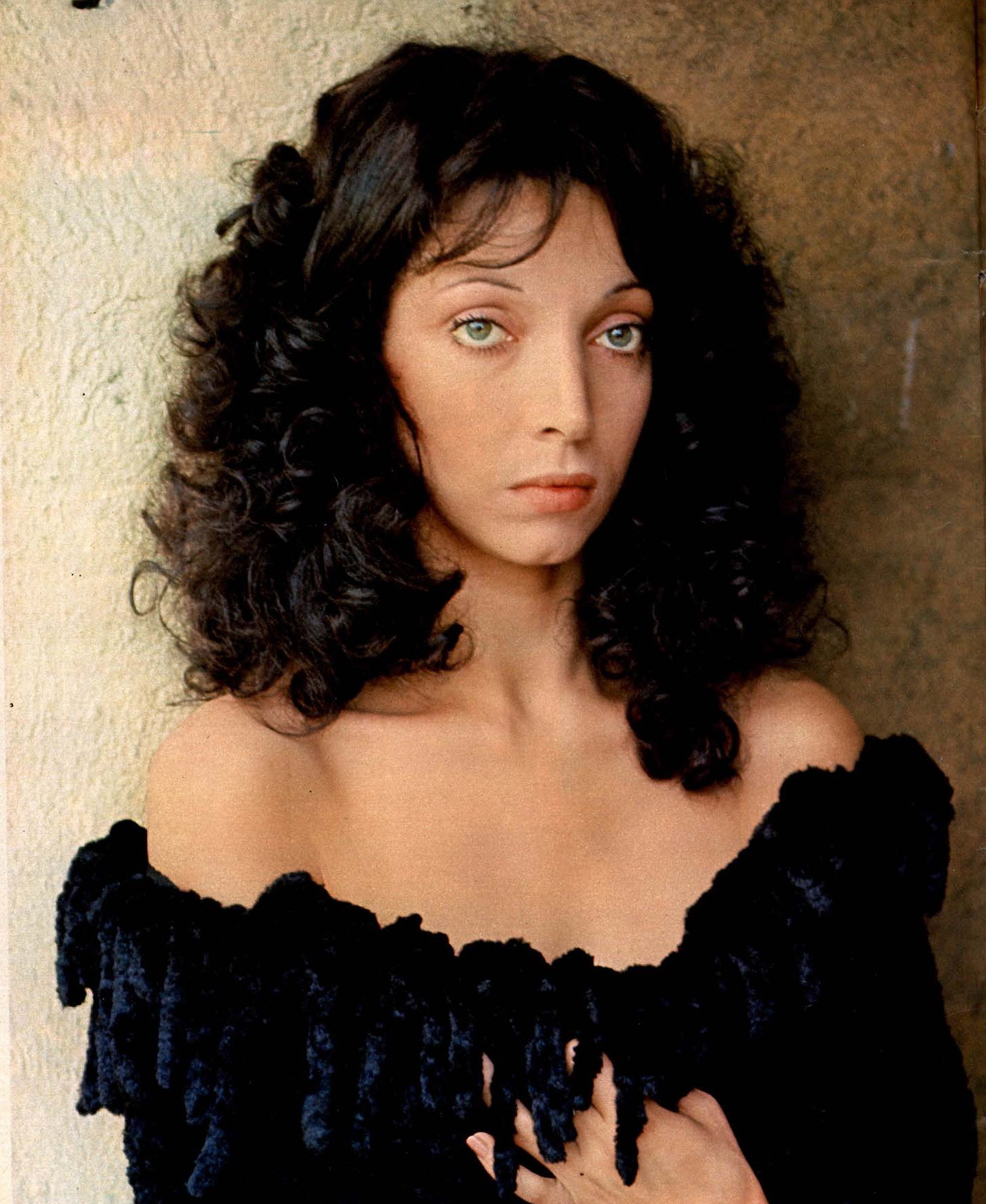
Mariangela Melato nel 1974

Nel cinema, dopo l'esordio nei film Thomas e gli indemoniati di Pupi Avati e Basta guardarla di Luciano Salce del 1970, arriva al successo nel 1971 con il film Per grazia ricevuta di Nino Manfredi. Ma la vera consacrazione avviene sempre nello stesso anno con La classe operaia va in paradiso di Elio Petri, al fianco di Gian Maria Volonté: grazie a questo film, la Melato infatti vince il Nastro d'argento alla miglior attrice. Il successo continua nel 1972 con La polizia ringrazia di Steno, Lo chiameremo Andrea di Vittorio De Sica e Il generale dorme in piedi di Francesco Massaro, in cui recita al fianco di Ugo Tognazzi.
Sarà anche Lina Wertmüller a farla diventare una delle più grandi attrici degli anni settanta grazie a film come Mimì metallurgico ferito nell'onore (1972), con il quale vince un altro Nastro d'argento, Film d'amore e d'anarchia (1973) e Travolti da un insolito destino nell'azzurro mare d'agosto (1974), tutti interpretati insieme con Giancarlo Giannini. Per lei è un momento d'oro: con l'interpretazione nel film La poliziotta (1974), ancora diretta da Steno, l'attrice milanese vince il suo primo David di Donatello alla miglior attrice.

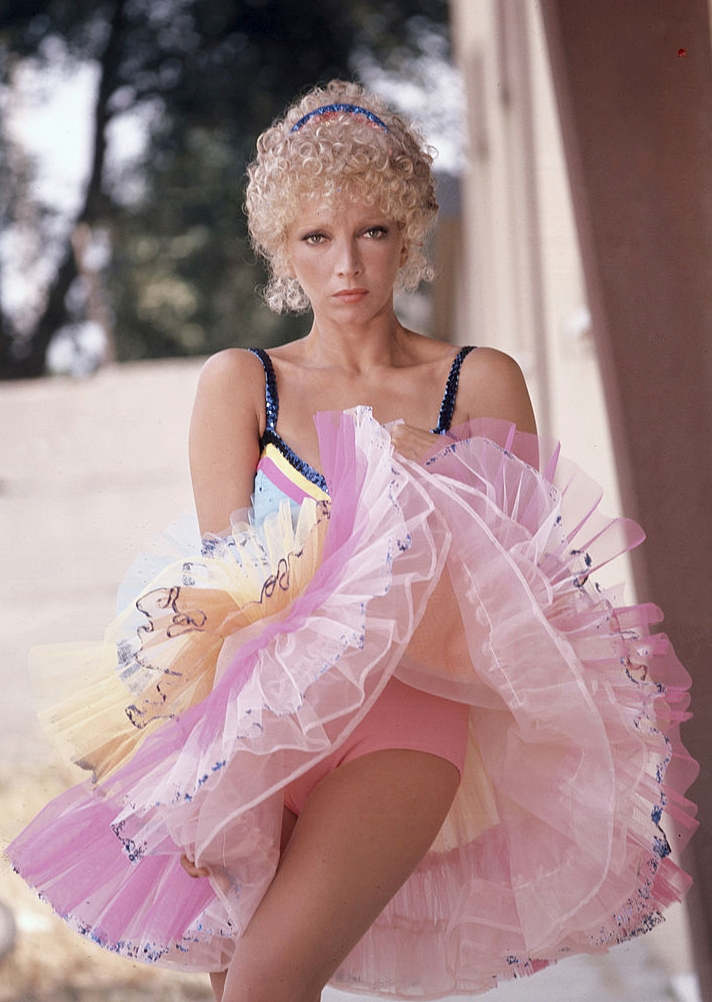
Mariangela Melato sul set del film Di che segno sei? (1975)

Segue il grande successo ai botteghini con il film Di che segno sei? (1975) di Sergio Corbucci, nel quale recita in coppia con Adriano Celentano. Il 1976 è l'anno della commedia drammatica Caro Michele di Mario Monicelli, che le frutterà il secondo David di Donatello e un Nastro d'argento alla miglior attrice. Sempre nello stesso anno torna a lavorare con Petri per il film Todo modo, di nuovo assieme a Volonté, Marcello Mastroianni e Ciccio Ingrassia (con il quale lavorò anche ne La violenza: quinto potere (1972) di Florestano Vancini.
Nel 1977 torna al successo con il film Il gatto di Luigi Comencini, nuovamente a fianco di Ugo Tognazzi. Grazie a quest'interpretazione vincerà il terzo David di Donatello, e nello stesso anno Sergio Citti in Casotto le darà la possibilità di recitare ancora accanto a Tognazzi, oltre che a Jodie Foster, Gigi Proietti, Paolo Stoppa e Michele Placido.
Il successo continua con La presidentessa (1977) di Luciano Salce, Saxofone (1978) di Renato Pozzetto, Oggetti smarriti (1980) di Giuseppe Bertolucci e Dimenticare Venezia (1979) di Franco Brusati, venendo premiata con il quarto Nastro d'argento alla migliore attrice protagonista.

### Gli anni ottanta
Negli anni ottanta è ancora sul grande schermo con Il pap'occhio (1980) di Renzo Arbore, con il quale si lega sentimentalmente per un lungo periodo; segue nello stesso anno il ruolo del generale Kala, uno degli antagonisti del film Flash Gordon di Mike Hodges, e poi Aiutami a sognare (1981) di Pupi Avati, con il quale vincerà il suo ultimo David e il Nastro d'argento, Il buon soldato (1982), ancora di Brusati, Figlio mio, infinitamente caro... (1985) di Valentino Orsini, e Mortacci (1988) di Sergio Citti.
La sua carriera e la sua indole rimangono indissolubilmente legati al mondo del teatro. Qui affrontò personaggi di grande impegno nelle tragedie Medea (1986) e Fedra (1999) e nelle commedie Il caso di Alessandro e Maria (1982) di Gaber e Luporini, Vestire gli ignudi di Pirandello (1985) e La bisbetica domata di Shakespeare (1992).

### Dagli anni novanta alla morte
Negli anni novanta e duemila lavorò per la televisione: Scandalo (1990), Una vita in gioco (1991), Due volte vent'anni (1995), L'avvocato delle donne (1997), Rebecca, la prima moglie (2008) e Filumena Marturano (2010) ed è proseguito il suo impegno teatrale, spesso in collaborazione con il Teatro di Genova (Il lutto si addice ad Elettra, 1996; La dame de Chez Maxim, 1998; Fedra, 1999; Amor nello specchio e Madre Coraggio e i suoi figli, 2002; La centaura, 2004; Chi ha paura di Virginia Woolf?, 2005; Il dolore, 2010); mentre per il cinema recitò in La fine è nota (1993) di Cristina Comencini, Panni sporchi di Mario Monicelli, Un uomo perbene di Maurizio Zaccaro (1999) e Vieni via con me (2005) di Carlo Ventura e partecipò al documentario su Alda Merini, Una donna sul palcoscenico (2009) di Cosimo Damiano Damato, presentato alle Giornate degli Autori della 66ª Mostra internazionale d'arte cinematografica di Venezia, recitando alcune poesie inedite della grande poetessa milanese.
È deceduta l'11 gennaio 2013 in una clinica romana a 71 anni per un tumore del pancreas del quale soffriva da tempo. I funerali sono stati celebrati il giorno seguente nella basilica di Santa Maria in Montesanto, detta anche Chiesa degli artisti, a Roma. A ricordarla, sul sagrato della chiesa, per volere della stessa Melato, Emma Bonino, con la quale l'attrice si era più volte apertamente schierata. L'urna con le ceneri di Mariangela Melato è conservata dalla sorella Anna.
A Milano sua città natale, il Teatro Studio è stato dedicato a Mariangela nello stesso anno della morte, così come a novembre, sempre dello stesso anno, il suo nome viene iscritto nel famedio del cimitero monumentale. Il 21 settembre 2023 i giardini di piazza Mirabello sono dedicati alla sua memoria. Alla cerimonia presenti autorità, la sorella Anna e amici come Ricky Gianco.

## Filmografia

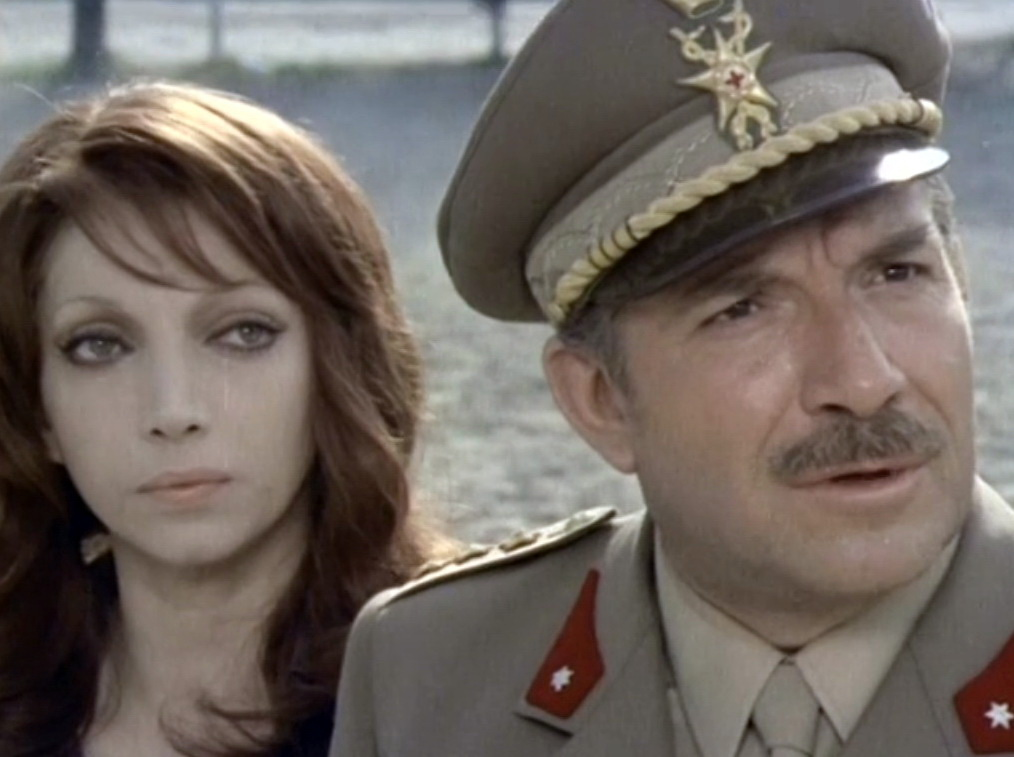
Mariangela Melato e Ugo Tognazzi ne Il generale dorme in piedi (1972)

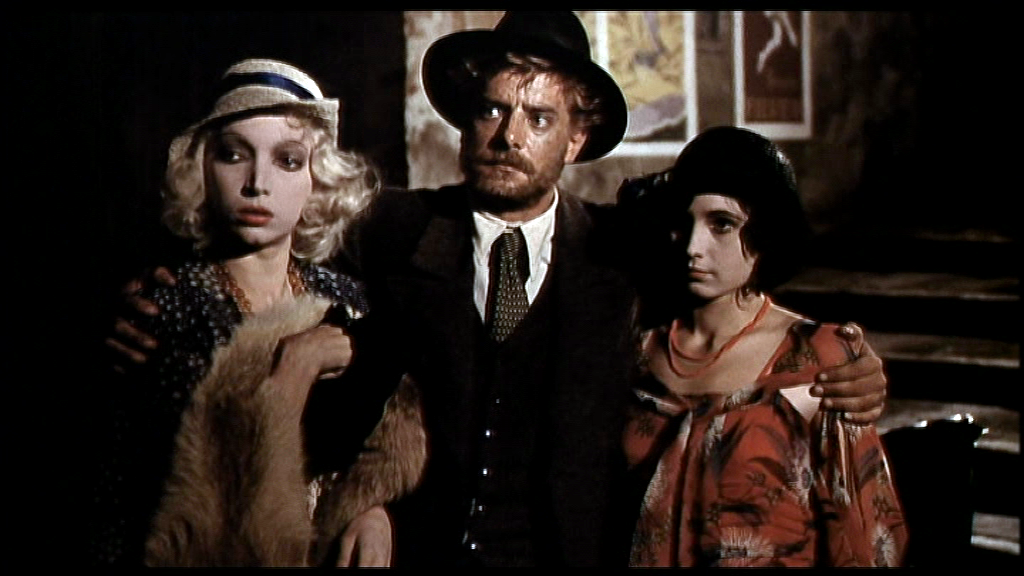
Con Giancarlo Giannini e Lina Polito in Film d'amore e d'anarchia - Ovvero "Stamattina alle 10 in via dei Fiori nella nota casa di tolleranza..."

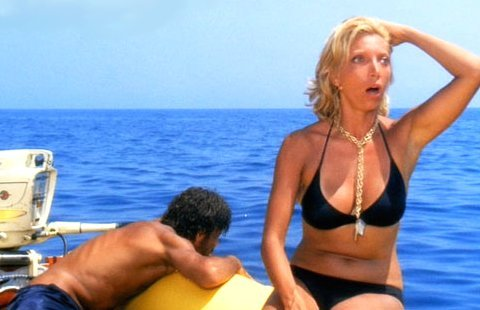
Mariangela Melato, insieme con Giancarlo Giannini in Travolti da un insolito destino nell'azzurro mare d'agosto

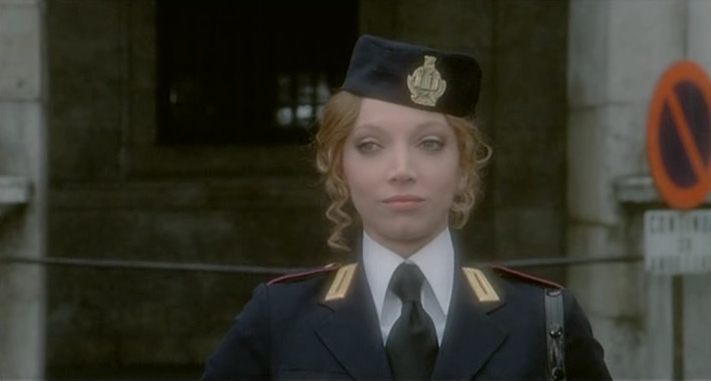
Mariangela Melato in La poliziotta

Con Renato Pozzetto in Saxofone

Con Paola Pitagora in Aiutami a sognare

### Cinema
- Thomas e gli indemoniati, regia di Pupi Avati (1970)
- Contestazione generale, regia di Luigi Zampa (1970)
- L'invasione (L'Invasion), regia di Yves Allégret (1970)
- Il prete sposato, regia di Marco Vicario (1970)
- Io non scappo... fuggo, regia di Franco Prosperi (1970)
- Basta guardarla, regia di Luciano Salce (1970)
- Incontro , regia di Piero Schivazappa (1971)
- Rapporto a tre (Come Together), regia di Saul Swimmer (1971)
- Per grazia ricevuta, regia di Nino Manfredi (1971)
- La classe operaia va in paradiso, regia di Elio Petri (1971)
- Mimì metallurgico ferito nell'onore, regia di Lina Wertmüller (1972)
- Lo chiameremo Andrea, regia di Vittorio De Sica (1972)
- La violenza: quinto potere, regia di Florestano Vancini (1972)
- La polizia ringrazia, regia di Steno (1972)
- Il generale dorme in piedi, regia di Francesco Massaro (1972)
- Film d'amore e d'anarchia - Ovvero "Stamattina alle 10 in via dei Fiori nella nota casa di tolleranza...", regia di Lina Wertmüller (1973)
- Sterminate "Gruppo Zero" (Nada), regia di Claude Chabrol (1973)
- Ultimatum alla polizia, regia di Marc Simenon (1974)
- La poliziotta, regia di Steno (1974)
- Travolti da un insolito destino nell'azzurro mare d'agosto, regia di Lina Wertmüller (1974)
- Di che segno sei?, regia di Sergio Corbucci (1975)
- L'albero di Guernica, regia di Fernando Arrabal (1975)
- Faccia di spia, regia di Giuseppe Ferrara (1975)
- Attenti al buffone, regia di Alberto Bevilacqua (1975)
- Todo Modo, regia di Elio Petri (1976)
- Caro Michele, regia di Mario Monicelli (1976)
- La presidentessa, regia di Luciano Salce (1977)
- Casotto, regia di Sergio Citti (1977)
- Il gatto, regia di Luigi Comencini (1977)
- Saxofone, regia di Renato Pozzetto (1978)
- I giorni cantati, regia di Paolo Pietrangeli (1979)
- Dimenticare Venezia, regia di Franco Brusati (1979)
- Flash Gordon, regia di Mike Hodges (1980)
- Oggetti smarriti, regia di Giuseppe Bertolucci (1980)
- Il pap'occhio, regia di Renzo Arbore (1980)
- Jeans dagli occhi rosa, regia di Andrew Bergman (1981)
- Aiutami a sognare, regia di Pupi Avati (1981)
- Bello mio, bellezza mia, regia di Sergio Corbucci (1982)
- Il buon soldato, regia di Franco Brusati (1982)
- Domani si balla!, regia di Maurizio Nichetti (1983)
- Il petomane, regia di Pasquale Festa Campanile (1983)
- Segreti segreti, regia di Giuseppe Bertolucci (1985)
- Notte d'estate con profilo greco, occhi a mandorla e odore di basilico, regia di Lina Wertmüller (1986)
- Figlio mio, infinitamente caro..., regia di Valentino Orsini (1987)
- Giselle, regia di Herbert Ross (1987)
- Mortacci, regia di Sergio Citti (1988)
- La fine è nota, regia di Cristina Comencini (1992)
- Panni sporchi, regia di Mario Monicelli (1999)
- Un uomo perbene, regia di Maurizio Zaccaro (1999)
- L'amore probabilmente, regia di Giuseppe Bertolucci (2001)
- L'amore ritorna, regia di Sergio Rubini (2004)
- Vieni via con me, regia di Carlo Ventura (2005)

### Televisione
- Vivere insieme, serie tv, 1 episodio (1970)
- Mosè, regia di Gianfranco de Bosio – miniserie TV (1974)
- Orestea, regia di Luca Ronconi (1975)
- Orlando furioso, regia di Luca Ronconi – sceneggiato TV (1975)
- Al Paradise, regia di Antonello Falqui – programma TV (1983)
- Vestire gli ignudi, regia di Giancarlo Sepe (1986)
- Lulù, regia di Sandro Bolchi (1986)
- Emma. Quattro storie di donne, regia di Carlo Lizzani (1987)
- Piazza Navona, epis. Amore a cinque stelle, regia di Roberto Giannarelli (1988)
- Medea, regia di Tomaso Sherman (1989)
- Anna dei miracoli, regia di Giancarlo Sepe (1990)
- Una vita in gioco – serie TV (1991)
- Il cinese (episodio L'héritage), regia di Vittorio Sindoni (1992)
- Una vita in gioco 2, regia di Giuseppe Bertolucci (1992)
- Due volte vent'anni, regia di Livia Giampalmo (1994)
- L'avvocato delle donne – serie TV (1997)
- La vita cambia, regia di Gianluigi Calderone (2000)
- Rebecca, la prima moglie, regia di Riccardo Milani – miniserie TV (2008)
- Filumena Marturano, regia di Franza Di Rosa – film TV (2010)
- Sola me ne vo..., regia di Giampiero Solari (2013)

## Teatro

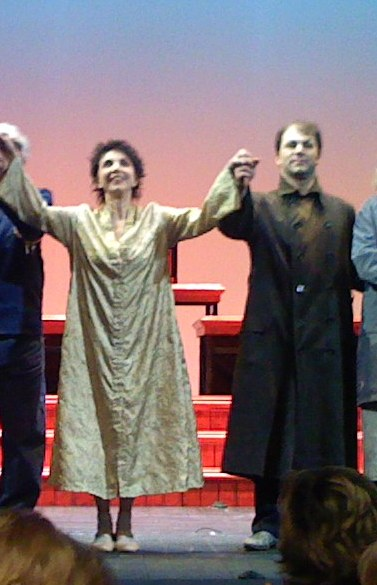
Mariangela Melato riceve gli applausi del pubblico assieme a Fabrizio Careddu al termine della rappresentazione di L'anima buona del Sezuan, Teatro della Corte, Genova

- Settimo ruba un po' meno di Dario Fo, regia di Dario Fo (1964)
- La colpa è sempre del diavolo di Dario Fo, regia di Dario Fo (1965)
- La Monaca di Monza di Giovanni Testori, regia di Luchino Visconti (1967)
- Un debito pagato di John Osborne, regia di Luigi Durissi e Edgar Devalle (1968)
- Orlando furioso di Ludovico Ariosto, regia di Luca Ronconi (1969)
- Zeami di Masakazu Yamazaki, regia di Gian Pietro Calasso (1971) – Maggio Musicale Fiorentino
- Alleluja brava gente di Garinei e Giovannini (1971)
- Orestea di Eschilo, regia di Luca Ronconi (1972)
- El nost Milan di Carlo Bertolazzi, regia di Giorgio Strehler, Teatro Lirico di Milano (1979)
- Il caso di Alessandro e Maria di Giorgio Gaber e Sandro Luporini (1982)
- Vestire gli ignudi di Luigi Pirandello, regia di Giancarlo Sepe (1985)
- Medea di Euripide, regia di Giancarlo Sepe (1986)
- Anna dei miracoli di William Gibson, regia di Giancarlo Sepe (1988)
- La bisbetica domata di William Shakespeare, regia di Marco Sciaccaluga (1992)
- L'affare Makropoulos di Karel Čapek, regia di Luca Ronconi (1993)
- Un tram che si chiama desiderio di Tennessee Williams, regia di Elio De Capitani (1994)
- Tango barbaro di Copi, regia di Elio De Capitani e Ferdinando Bruni (1995)
- Il lutto si addice ad Elettra di Eugene O'Neill, regia di Luca Ronconi, Teatro Argentina di Roma (1997)
- La dame de chez Maxim di Georges Feydeau, regia di Alfredo Arias, Teatro Stabile di Genova, 25 ottobre 1997.
- Fedra di Jean Racine, regia di Marco Sciaccaluga (2000)
- Madre Courage e i suoi figli di Bertolt Brecht (2002)
- Amor nello specchio (1662) di Giovan Battista Andreini, regia di Luca Ronconi, Ferrara, Palazzo dei Diamanti (2002)
- Quel che sapeva Maisie di Henry James, regia di Luca Ronconi, Teatro Grassi di Milano (2002)
- La Centaura di Giovan Battista Andreini, regia di Luca Ronconi, Teatro Stabile di Genova (2004)
- Chi ha paura di Virginia Woolf? di Edward Albee (2004)
- Sola me ne vo... di Vincenzo Cerami, Riccardo Cassini, Mariangela Melato, Giampiero Solari, regia di Giampiero Solari, Teatro Sistina di Roma (2007)
- Odio e Amo, tratto da Spoon River di Edgar Lee Masters, Teatro del Festival della Versiliana, regia di Renato Giordano (2008)
- L'anima buona del Sezuan (2008)
- Nora alla prova, adattamento da Casa di bambola di Henrik Ibsen, regia di Luca Ronconi (2010)
- Il dolore di Marguerite Duras, regia di Massimo Luconi, Teatro Stabile di Genova (2011)

## Doppiaggio
- Senta Berger in Quando le donne avevano la coda, Quando le donne persero la coda
- Tina Aumont in L'urlo
- Annette Bening in La diva Julia - Being Julia

## Riconoscimenti

### Cinema
- David di Donatello
  - 1972 – David speciale per La classe operaia va in paradiso e Mimì metallurgico ferito nell'onore
  - 1975 – Migliore attrice protagonista per La poliziotta
  - 1977 – Migliore attrice protagonista per Caro Michele
  - 1978 – Migliore attrice protagonista per Il gatto
  - 1981 – Migliore attrice protagonista per Aiutami a sognare
  - 1983 – Candidatura come miglior attrice protagonista per Il buon soldato
  - 1984 – Targa speciale

- Nastro d'argento
  - 1972 – Migliore attrice protagonista per La classe operaia va in paradiso
  - 1973 – Migliore attrice protagonista per Mimì metallurgico ferito nell'onore
  - 1977 – Migliore attrice protagonista per Caro Michele
  - 1979 – Migliore attrice protagonista per Dimenticare Venezia
  - 1981 – Migliore attrice protagonista per Aiutami a sognare

- Ciak d'oro
  - 2002 – Migliore attrice non protagonista per L'amore probabilmente[12]

- Globo d'oro
  - 1973 – Migliore attrice rivelazione per Mimì metallurgico ferito nell'onore
  - 1976 – Miglior attrice per Attenti al buffone, Di che segno sei?, Faccia di spia

### Teatro
- Premio Ubu
  - 1985 – Miglior attrice per Vestire gli ignudi
  - 1994 – Miglior attrice per L'affare Makropulos e Un tram che si chiama Desiderio
  - 2002 – Miglior attrice per Quel che sapeva Maisie
  - 2011 – Miglior attrice per Nora alla prova di "Casa di bambola"

- Premio Flaiano per il teatro[13]
  - 1985 – Migliore interpretazione per Vestire gli ignudi di Luigi Pirandello, regia di Giancarlo Sepe
  - 2005 – Alla carriera

- Premio Eleonora Duse
  - 1987 – Miglior interpretazione per Medea[14]
  - 1999 – Miglior interpretazione per Fedra[15]

- Premio Hystrio
  - 1994 – Premio Europa

## Onorificenze
— 1979: Attestato di civica benemerenza del comune di Milano.